# Kevin Hartman
Kevin Eugene Hartman (* 25. Mai 1974 in Athens, Ohio) ist ein ehemaliger US-amerikanischer Fußballtorwart.
Mit 416 Spielen in der Major League Soccer liegt er aktuell (Oktober 2024) auf dem sechsten Platz in der Rangliste der Rekordspieler.

## Karriere

### Jugend und College
Seine ersten Erfahrungen im Fußball machte er an der Radford High School in Radford, Virginia. Dort war 1989 erst als Ersatztorwart im Einsatz, später gewann seine Mannschaft den Titel in der Region IV. Hartman zog aber schon vorher mit seiner Familie nach Palos Verdes in Kalifornien. Dort spielte er für die Palos Verdes High School. Nebenbei spielte er auch für den San Pedro FC Santos, einem lokalen Verein aus San Pedro, Kalifornien.
Während dieser Zeit trainierte er sehr hart. Bereits vor der Schule lief er jeden Morgen mehrere Kilometer und verbesserte seine Spielerfähigkeiten.
Hartman ging, nachdem er die High School im April 1992 abgeschlossen hatte, aufs College. Er spielte von 1992 bis 1993 für die Cal State Dominguez Hills und von 1994 bis 1996 für die UCLA.

### Vereine
1997 wurde er von der LA Galaxy gedraftet. In seinem ersten Jahr als Rookie stand er selten auf dem Platz. Nach seiner ersten Saison wurde er von Chicago Fire im expansion draft ausgewählt. LA Galaxy tauschte aber Jorge Campos und Chris Armas gegen Hartman und Danny Pena mit den Fires.
Kevin Hartman wurde, nachdem Campos nach Chicago gewechselt war, die Nummer 1 im Tor. Bis zu seinem Wechsel 2006 war er Stammtorhüter der Galaxies. Ausnahme war die Saison 2001, wo er zeitweise von Matt Reiss ersetzt wurde. 1999 wurde er zum besten Torhüter der Major League Soccer gewählt. Hartman wurde mit der LA Galaxy zweimal Sieger des MLS Cups und des US Open Cups.
2006 wechselte er zu den Kansas City Wizards und nach vier Jahren zum FC Dallas. Dort wurde er im Alter von 37 Jahren noch einmal im Juni 2011 zum MLS-Spieler des Monats gewählt.
Zur Saison 2013 wechselte er zu den New York Red Bulls. Dort beendete er am 21. November 2013 seine Karriere.

## Nationalmannschaft
Aufgrund seines Erfolges in der Major League Soccer, bestritt Hartman sein erstes Länderspiel am 8. September 2000 gegen Jamaika. Am 10. Februar 2006 fand sein letztes Spiel für die USA statt.